# Eudonia speideli
Eudonia speideli là một loài bướm đêm trong họ Crambidae.